# Wang Zhiwei
Dans ce nom chinois, le nom de famille, Wang, précède le nom personnel.
Wang Zhiwei, né le 18 juillet 1989, est un tireur sportif chinois.

## Carrière
Wang Zhiwei remporte la médaille de bronze de l'épreuve de pistolet à 50 mètres messieurs aux Jeux olympiques d'été de 2012 à Londres.